# Mesepora onukii
Mesepora onukii är en insektsart som först beskrevs av Matsumura 1905.  Mesepora onukii ingår i släktet Mesepora och familjen Tropiduchidae. Inga underarter finns listade i Catalogue of Life.